# マルディグラ・インディアン

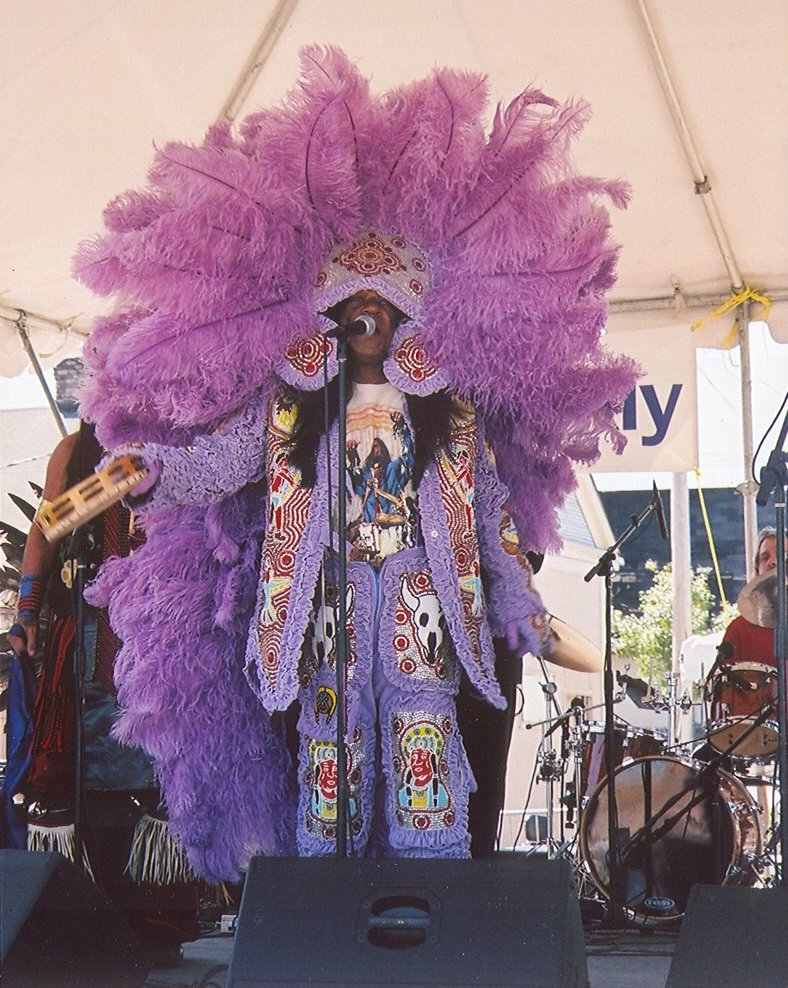
マルディグラ・インディアンの衣装に身を包んだビッグ・チーフ・モンク・ブードロー

マルディグラ・インディアンは、マルディグラの時にネイティブ・アメリカンの儀礼的な衣服に影響を受けたコスチュームで着飾った、ルイジアナ州ニューオーリンズの主にアフリカ系アメリカ人が組むカーニバル・レベラー(reveler、 飲み騒ぐ人)である。
彼らの団体は「トライブ(tribe、部族)」と呼ばれ、その多くはセント・ジョセフズ・デー(6月24日)に最も近い日曜日(スーパー・サンデーと呼ばれる)に、歌い、踊り、太鼓を叩きながらパレードをする。時々ニューオーリンズ・ジャズ&ヘリテッジ・フェスティバルでもパレードをする。
彼らはクルー(krewe)ではない。フロートにも乗らず、毎年のパレードの道は秘密にされている。大きなクルーと鉢合わないように裏通りを行く。
約38のトライブが存在し、規模は6人くらいの集団から2～30人のメンバーまで幅広い。それぞれの部族は独立しているが、アップタウン・インディアンとダウンタウン・インディアンの２つの大きなグループに分けられる。

## 歴史
マルディグラ・インディアンは、少なくとも19世紀中頃か、おそらくそれより以前からニューオーリンズでパレードをしている。
トライブのほとんどはニューオリンズ在住の黒人で構成されており、多くはゲットーやギャングが母体となっていた。その伝統は、ひどい人種差別の法律から逃れた黒人がインディアンとして自らを示したという、社会から追放されたアフリカ人とインディアンの密接な関係に源を発している。(→ブラック・セミノールを参照)
1880年代に町にやってきたバッファロー・ビルの「ワイルド・ウエスト・ショー」は、当地でも相当な注目を集め、マルディグラでの仮面をつけインディアンへの興味を増加させた。カリブ人たちの共同体がニューオーリンズに発生し始めた時、彼らの文化は「インディアン」たちが作ったコスチュームや、踊り、音楽と合体した。
19世紀後期と20世紀初頭には、トライブはお互いに暴力で戦うという悪名が立った。元々ゲットーやギャングが母体のトライブは、一年の小競り合いを、マルディグラ・デーで決着をつけようとして対立が最も激しくなっていた。このマルディグラ・インディアンの歴史の一部は、ジェイムズ・"シュガー・ボーイ"・クロフォードの「ジョコモ (Jock O Mo)」によって不朽の名声を与えられた。この歌は、しばしば「アイコ・アイコ」としてカバーされていることで知られ、マルディグラ・インディアン達の野次や愚弄の詠唱を元にして作られている。彼らの歌うメロディやリズムは、多くのニューオーリンズのミュージシャンに影響を与えた。
20世紀に進むと、暴力による肉体の対立は衰退し、よりよいコスチューム、歌、踊りの主張で競い合う方向に代わった。以前は、マルディグラ・インディアンがやってくると地域の人々は逃げ回ったが、今ではそのカラフルな壮観を見るために寄ってくるようになった。
男性のみのトライブの伝統は20世紀の後期に終わり、女性もよく登場するようになった。

## 序列
トライブには、独特の上下関係が存在する。これらの役割は形骸化しているが、儀礼的なものとして生き残っている。
最年長の代表者がビッグ・チーフ (Big Chief) で、以下、セカンド・チーフ、サード・チーフ、トレイル・チーフ (Trail Chief) と続く。それぞれにはクイーン (Queen) がいる。
パレードを始めると、スパイ・ボーイ (Spy Boy) は列よりも3ブロック先を行き、他のトライブと鉢合わせないかを偵察する。
フラッグ・ボーイ (Flag Boy) は、列の1ブロック先を歩き、スパイ・ボーイからの情報を旗を振ることでビッグ・チーフに伝達する。
ワイルド・マン (Wild Man) は行列の先頭を歩き、進行を妨げる障害物を排除する役目を担う。ビッグ・チーフは列のもっとも後ろに陣取る。

## コスチューム
マルディグラ・インディアンの衣装はすべて手作りで、家族や友人の助けを借りて、凝ったビーズや羽の飾りを、一年かけて縫い合わせていく。ビッグ・チーフのコスチュームだけで68 kgという重量と、5000ドルのコストがかかる。伝統的に毎年新しいコスチュームを作る。ビーズなどの材料は一度使ったものは翌年の衣装に使いまわすが、最近では博物館やコレクターのためにコスチュームを売っている。